# Peniuna Kaitu
Peniuna Kaitu (31 januari 1980) is een Tuvaluaans voetballer die uitkomt voor Nauti.
Peniuna deed in 2003 en 2007 mee met het Tuvaluaans voetbalelftal bij de Pacific Games 2003 en de  Pacific Games 2007. In 2008 deed hij mee met het Tuvaluaans zaalvoetbalteam bij de Oceanian Futsal Championship 2008.